# Baima (Golog)

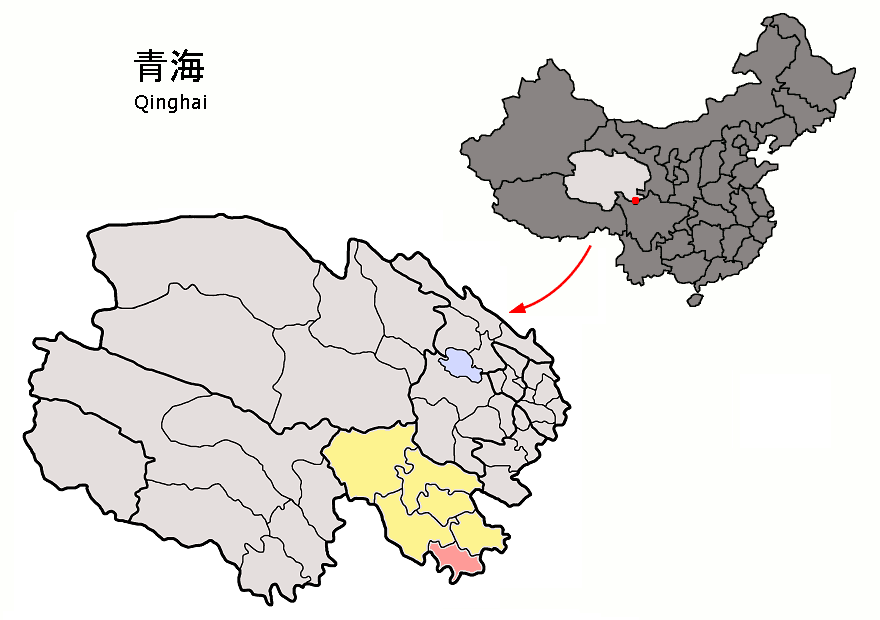
Lage des Kreises Baima (rosa) in Golog (gelb)

Der Kreis Baima (chinesisch 班玛县, Pinyin Bānmǎ Xiàn; tibetisch pad ma, "Pema") ist ein Kreis im Süden des Autonomen Bezirks Golog der Tibeter im Südosten der chinesischen Provinz Qinghai. Die Fläche beträgt 6.400 Quadratkilometer und die Einwohnerzahl 27.185 (Stand: Zensus 2020). 1999 betrug die Einwohnerzahl 20.048. Sein Hauptort ist die Großgemeinde Sêraitang (Sàiláitáng Zhèn 赛来塘镇).

## Administrative Gliederung
Auf Gemeindeebene setzt sich der Kreis aus einer Großgemeinde und acht Gemeinden zusammen. Diese sind (Pinyin/chin.):
- Großgemeinde Sailaitang 赛来塘镇

- Gemeinde Duogongma 多贡麻乡
- Gemeinde Makehe 玛柯河乡
- Gemeinde Jika 吉卡乡
- Gemeinde Daka 达卡乡
- Gemeinde Zhiqin 知钦乡
- Gemeinde Jiangritang 江日堂乡
- Gemeinde Yartang 亚尔堂乡
- Gemeinde Dengta 灯塔乡

## Klöster
Im Kreisgebiet liegen folgende Klöster:
- Yarthang-Kloster
- Cagrithang-Kloster
- Dodrubchen-Kloster